# Zustandsstabilität
Zustandsstabilität ist ein Begriff aus der Regelungstechnik. Aus einer Zustandsstabilität folgt auch immer eine Ausgangsstabilität.

## Arten von Schwingungen

Schwingungstypen

Grundsätzlich unterscheidet man zwischen stabilen, abklingenden und anklingenden Schwingungen (siehe Abbildung), die denen in der mechanischen Physik entsprechen, wobei man die abklingenden als asymptotisch stabil bezeichnet und die anklingenden als instabil.

## Definition
Der Gleichgewichtszustand xg eines Systems heißt stabil (im Sinne von Ljapunow) oder zustandsstabil, wenn für jedes ε > 0 eine Zahl δ > 0 existiert, so dass bei einem beliebigen Anfangszustand, der die Bedingung
||x0|| < δ
erfüllt, die Eigenbewegung des Systems die Bedingung
||x(t)|| < ε  , für t -> ∞
erfüllt.